# Iowa Public Radio
Iowa Public Radio (IPR) ist die Public-Radio-Rundfunkanstalt des US-Bundesstaates Iowa. Sitz von IPR ist Des Moines, mit Studios am ISU-Campus in Ames, am „U of I Campus“ in Iowa City und am UNI Campus in Cedar Falls.
IPR betreut den Betrieb der Mitglieder des National-Public-Radio-Netzwerkes in Iowa, der Stationen der Iowa State University, der University of Iowa und der University of Northern Iowa. Als Mitglied der Netzwerke des National Public Radio (NPR), des Public Radio International (PRI) und der American Public Media (APM) ist IPR ein fester Bestandteil der Public-Radio-Szene in den USA.

## Stationen
Iowa Public Radio überträgt drei Dienste. Alle drei Mittelwellenstationen von IPR übertragen das Nachrichten-Format. Die angeschlossenen UKW-Stationen übertragen IPR 1 oder IPR 2.
| Standort                   | Frequenz  | Rufzeichen | Format            | Eigentümer/Anmerkungen                                                                                   |
| -------------------------- | --------- | ---------- | ----------------- | --- |
| Ames/Des Moines            | 640 MW    | WOI        | News              | Iowa State University                                                                                    |
| Ames/Des Moines            | 90.1 UKW  | WOI-FM     | News & Studio One | Iowa State University                                                                                    |
| Carroll                    | 90.7 UKW  | KNSC       | News & Studio One | Iowa State University                                                                                    |
| Cedar Falls                | 89.5 FM   | KHKE       | Classical         | University of Northern Iowa                                                                              |
| Cedar Falls                | 90.9 FM   | KUNI       | News & Studio One | University of Northern Iowa                                                                              |
| Des Moines                 | 101.7 UKW | K269EJ     | Classical         | University of Northern Iowa, Relay von KICJ                                                              |
| Des Moines (Mitchellville) | 88.9 UKW  | KICJ       | Klassik           | Eigentümer ist die University of Northern Iowa. Versorgt den Osten der Des Moines Metrpo Area.           |
| Dubuque                    | 89.7 FM   | KNSY       | News & Studio One | Im Besitz der University of Northern Iowa                                                                |
| Dubuque                    | 98.7 FM   | K254AE     | News & Studio One | Relais von KUNI                                                                                          |
| Dubuque                    | 101.7 FM  | K269EK     | Classical         | Translator von KSUI                                                                                      |
| Fort Dodge                 | 91.1 FM   | KNSK       | News & Studio One | Iowa State University                                                                                    |
| Iowa City                  | 910 MW    | WSUI       | News              | University of Iowa                                                                                       |
| Iowa City                  | 91.7 FM   | KSUI       | Classical         | University of Iowa                                                                                       |
| Lamoni                     | 97.9 FM   | KNSL       | News & Studio One | Iowa State University. Versorgt Süd-Iowa.                                                                |
| Mason City                 | 1010 MW   | KRNI       | News              | University of Northern Iowa                                                                              |
| Mason City                 | 91.5 FM   | KNSM       | News & Studio One | Im Besitz der University of Northern Iowa                                                                |
| Mason City                 | 90.7 FM   | K214BA     | Classical         | Translator von KHKE                                                                                      |
| Ottumwa                    | 91.1 FM   | KICW       | Classical         | Im Besitz der University of Northern Iowa                                                                |
| Ottumwa                    | 89.1 FM   | KNSZ       | News & Studio One | Im Besitz der Iowa State University                                                                      |
| Patterson                  | 105.9 FM  | KICP       | Classical         | Im Besitz der Iowa State University. Versorgt Winterset, Osceola und das südwestliche Gebiet Des Moines. |
| Perry                      | 91.7 FM   | KICG       | Classical         | Im Besitz der Iowa State University. Versorgt Ames, Boone und das nordwestliche Gebiet Des Moines.       |
| Pleasantville              | 96.3 FM   | KICL       | Classical         | Im Besitz der Iowa State University. Versorgt Knoxville und das südöstliche Gebiet Des Moines.           |
| Quad Cities (Bettendorf)   | 91.1 FM   | KNSB       | News & Studio One | Eigentümer ist die University of Northern Iowa                                                           |
| Quad Cities (Davenport)    | 94.5 FM   | K233AA     | News & Studio One | Relais von KUNI                                                                                          |
| Quad Cities (Eldridge)     | 102.1 FM  | K271AF     | News & Studio One | Translator of KUNI                                                                                       |